# 馬什哈德站
馬什哈德站（波斯語: ايستگاه راه آهن مشهد, Istgah-e Rah Ahan-e Mashhad）是位於伊朗礼萨呼罗珊省首府馬什哈德的鐵路車站，啟用於1957年，車站由伊朗建築師海達爾·吉亞伊-查姆盧設計。